# Bahnhofsvorstand
Der Bahnhofsvorstand, Bahnhofsvorsteher, Stationsvorstand oder Stationsvorsteher, bei mittelgroßen und großen Bahnhöfen  Bahnhofsinspektor oder Stationsinspektor, war der leitende Mitarbeiter eines Bahnhofes. 
Der Bahnhofsvorstand bewohnte in der Regel eine Dienstwohnung im Bahnhofsgebäude, welches oft im Erdgeschoss ein Dienstzimmer besaß. Dort koordinierte er die anfallenden Arbeiten und regelte mit seinen Mitarbeitern, den Stationsbeamten, den Eisenbahnverkehr und bediente Bahnkunden am Schalter. Ein Bahnhofsvorstand hatte in der Regel eine Stationslehre oder eine Anlehre zum Stationsmitarbeiter hinter sich. In kleineren Bahnhöfen  hatte er auch die Aufgaben von Stationsaufsicht und Fahrdienstleitung. In vergangenen Zeiten arbeiteten zudem die Ehefrauen des Bahnhofsvorstehers nicht selten als Barrierenwärterinnen oder bedienten den Schalter.
In Deutschland sind die Bahnhofsleiter mit der Bahnreform und der damit verbundenen Aufteilung der Bahn in viele Gesellschaften gänzlich verschwunden, da die verschiedenen Mitarbeiter auf Bahnhöfen zu unterschiedlichen Geschäftsbereichen der Deutschen Bahn gehören.